# Vito Volterra
Vito Volterra (sinh ngày 3 tháng 5 năm 1860 - mất ngày 11 tháng 10 năm 1940) là một nhà toán học người Ý và là nhà vật lý, ông được biết đến nhờ những đóng góp của ông về lĩnh vực toán sinh học và phương trình tích phân, là một trong những người sáng lập ra giải tích hàm.

## Tiểu sử
Volterra sinh ra ở Ancona, sau đó là một phần của Lãnh thổ Giáo hoàng, là thành viên trong gia đình người Do Thái nghèo, Volterra đã có những biểu hiện trong toán học rất sớm trước khi theo học Đại học Pisa, nơi ông chịu ảnh hưởng của Enrico Betti, và ông trở thành giáo sư cơ học hợp lý vào năm 1883. Ông bắt đầu nghiên cứu để phát triển lý thuyết về hàm của ông mà dẫn đến lợi ích của mình và đóng góp sau này trong phương trình tích phân và vi-tích phân. Nghiên cứu của ông được tóm tắt trong cuốn sách Theory of functionals and of Integral and Integro-Differential Equations (1930).
Vào năm 1892, ông trở thành giáo sư cơ học tại Đại học Turin và sau đó, vào năm 1900, là giáo sư vật lý toán học tại Đại học Roma La Sapienza. Volterra đã lớn lên trong giai đoạn cuối cùng của Thống nhất nước Ý khi Lãnh thổ Giáo hoàng bị sáp nhập bởi nước Ý và, lgiống như người thầy Betti của mình, ông là một người yêu nước nhiệt tình, được vua Victor Emmanuel III phong ông là thượng nghị sĩ của Vương quốc Ý vào năm 1905. Trong cùng năm đó, ông bắt đầu phát triển lý thuyết về sai khớp trong tinh thể mà sau này trở nên quan trọng trong việc hiểu biết về nghiên lý của vật liệu chất dẻo. Trong sự bùng nổ Chiến tranh thế giới thứ nhất, cũng đã vào những năm 50 của mình, ông gia nhập Quân đội Ý và nghiên cứu về sự phát triển của khí cầu điều khiển được dưới sự giám sát của Giulio Douhet. Ông bắt nguồn từ ý tưởng sử dụng khí heli trơ thay vì hydro dễ cháy và sử dụng khả năng lãnh đạo của mình trong việc tổ chức sản xuất của nó.
Sau Chiến tranh thế giới thứ nhất, Volterra chuyển hướng của mình đến việc áp dụng các ý tưởng toán học của mình cho sinh học, chủ yếu nhắc lại và phát triển công việc của Pierre François Verhulst. Kết quả của giai đoạn này là Phương trình Lotka–Volterra.
Volterra là người duy nhất là một diễn giả toàn thể tại International Congress of Mathematicians bốn lần (1900, 1908, 1920, 1928).
Vào năm 1922, ông gian nhập phe đối lập chủ nghĩa phát xít của Benito Mussolini và năm 1931 ông là một trong số 12 trong số 1.250 giáo sư đã từ chối tuyên thệ bắt buộc về lòng trung thành.Triết lý chính trị của ông có thể được nhìn thấy từ một tấm bưu thiếp ông gửi vào thập niên 1930, trên đó ông viết những gì có thể được xem như là một văn bia cho Mussolini: Empires die, but Euclid's theorems keep their youth forever. Tuy nhiên, Volterra không phải là lính cứu hỏa cấp tiến;anh ta có thể đã kinh hoàng nếu phe đối lập cánh tả với Mussolini đã lên nắm quyền, vì anh ta là một người theo chủ nghĩa hoàng gia cả đời và là người theo chủ nghĩa dân tộc. Kết quả của việc từ chối ký tuyên thệ trung thành với chính phủ phát xít, ông buộc phải từ chức chức vụ đại học và thành viên của các học viện khoa học, và trong những năm sau đó, ông sống phần lớn ở nước ngoài, trở về Rome ngay trước khi ông qua đời.
Vào năm 1936, ông được bổ nhiệm làm thành viên của Viện hàn lâm giáo hoàng về Khoa học, theo sáng kiến của người sáng lập Agostino Gemelli. Học viện đã tổ chức, vào năm 1940, đám tang của ông, được gia đình ông tham dự.

## Tác phẩm được chọn bởi Volterra
- 1910. Leçons sur les fonctions de lignes. Paris: Gauthier-Villars.
- 1912. The theory of permutable functions. Princeton University Press.
- 1913. Leçons sur les équations intégrales et les équations intégro-différentielles. Paris: Gauthier-Villars.
- 1926, "Variazioni e fluttuazioni del numero d'individui in specie animali conviventi," Mem. R. Accad. Naz. dei Lincei 2: 31–113.
- 1926, "Fluctuations in the abundance of a species considered mathematically," Nature 118: 558–60.
- 1960. Sur les Distorsions des corps élastiques (with Enrico Volterra). Paris: Gauthier-Villars.
- 1930. Theory of functionals and of integral and integro-differential equations. Blackie & Son.
- 1931. Leçons sur la théorie mathématique de la lutte pour la vie. Paris: Gauthier-Villars. Reissued 1990, Gabay, J., ed.
- 1954-1962. Opere matematiche. Memorie e note.[10] Vol. 1, 1954; Vol. 2, 1956; Vol. 3, 1957; Vol. 4, 1960; Vol. 5, 1962; Accademia dei Lincei.